# Sant Francesc de Reus
Sant Francesc és un església barroca i antic convent franciscà al nucli de Reus (Baix Camp).

## Arquitectura

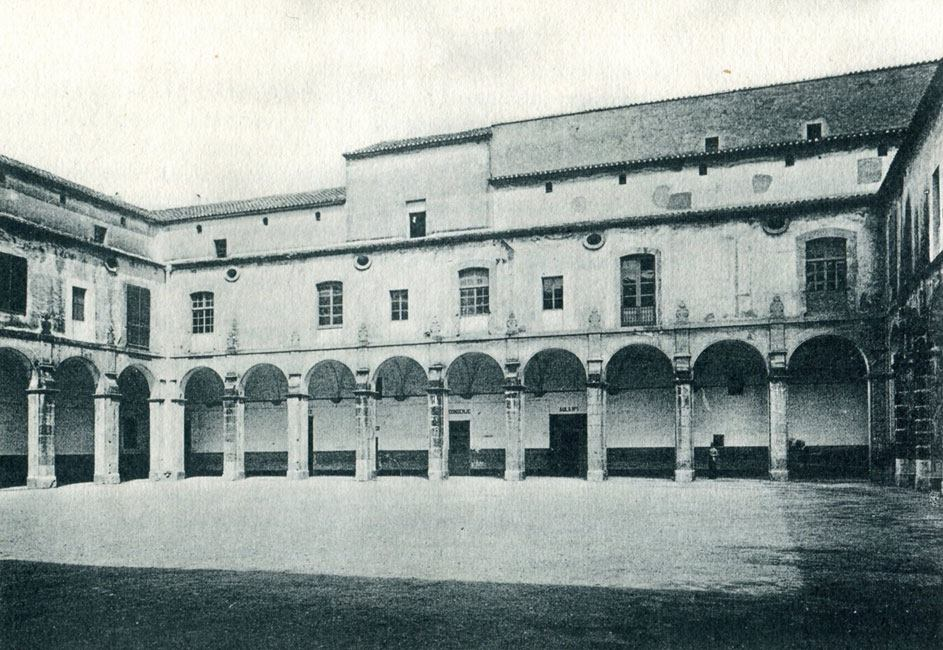
Claustre de sant Francesc convertit en pati de l'Institut provincial. Imatge de 1926

L'edifici té tres naus de diferents alçades i presenta un creuer de cinc trams amb cinc capelles a cada costat. Mesura 52,1 m de llarg per 22,3 m d'ample i 14 m d'alçada. Té planta rectangular amb absis poligonal i naus cobertes per voltes de canó i d'aresta. Hi ha una cúpula a la intersecció de la nau principal amb la transversal. Les obertures són amb esplandit simètricament posades a la part alta dels murs. Les pilastres conformen arcs i voltes. També presenta cornisa. El cor és als peus, al primer tram.
El retaule major està format per un semicercle amb sis grans columnes corínties, de guix i rajoles, amb fris ornamentat, on tot el conjunt és daurat. La capella del Santíssim i la sagristia queden a dreta i esquerra de l'absis respectivament. Presenta murs arrebossats i pintats de gris i blanc.
Presenta gran senzillesa de formes i acabats en l'interior de l'església. La coberta és de teula àrab. Als peus de l'església hi ha un atri.
La façana és rectangular amb composició dividida en tres parts. El cos central està emmarcat entre pilastres embegudes que s'allarguen fins a la part superior a manera de frontó trencat, porta d'accés d'arc de mig punt, tarja de ventall i fornícula amb la imatge de Sant Francesc. Les dues obertures laterals tenen igual composició que la central. La part baixa de la façana presenta sòcol de pedra i la part alta és rematada per motllures i cornisa.
La porta central dona pas a l'atri de l'església, a un nivell més baix i de forma rectangular (6,95 x 14,63 m). Està dividit en un cos central o de pas, i dos laterals. Al costat esquerre, tancat per una reixa, hi ha la pica baptismal.
El conjunt és cobert amb voltes de canó i d'aresta i pintat de gris clar.

## Història
El Convent de Sant Francesc o de Jesús es va fundar a Reus el 1488, amb l'obligació, per part de l'ajuntament, de mantenir els religiosos en cas de fam, de tenir cura dels malalts contagiats de la pesta i de rescatar-los dels moros si eren fets captius. L'església del monestir de Jesús es va consagrar el 1506. L'edifici actual, encara que es va posar la primera pedra el 1731, per l'alcalde Gabriel Monter i pel governador militar Antonio Arduino, no va ser construït fins al període comprès entre 1750 i 1772, època en què va adoptar el nom de Sant Francesc. Antoni Pons diu que les obres van començar de forma efectiva l'any 1758. L'església era part de l'antic convent dels frares franciscans. L'any 1811 el convent i l'església van ser abandonats pels frares, quan les tropes franceses a les ordres del mariscal Suchet, que havien ocupat la ciutat, els convertiren en presó i hospital, i en van malmetre algunes parts. També va servir d'allotjament a les tropes franceses. Els franciscans van ser deportats a França. El 1814 van retornar i van reconstruir els espais destruïts. Entre 1820 i 1823, quan el trienni liberal, els franciscans van compartir espai amb les tropes de la Milícia Nacional, que ocuparen el portal i diversos magatzems. El 1826 es restaura i es construeix l'altar major. L'antic altar major es pot veure ara a l'església de Sant Miquel de l'Albiol. Fins a l'any 1832 no s'hi afegiren noves parts als cossos principals de l'edifici. El convent va ser cremat en la revolta de 1835 i es destruí tot l'interior de l'església, les dependències dels frares, la biblioteca i diversos magatzems. Van morir dotze frares. L'estructura quedà abandonada i fins al 1849 no comencen les obres de restauració de l'edifici de l'església, que s'allargà fins al 1856, consagrant-la de nou i sent declarada església castrense. El 1865 es declarà parròquia annexa a Sant Pere. Se la va tornar a cremar el 1936, quan la Guerra Civil, i el 1939 va ser restituïda al culte, restaurada per l'arquitecte Pere Benavent.
La façana, l'atri, la capella del Santíssim, la sagristia i altres reformes són projecte de Pere Benavent de Barberà. No es coneixen amb exactitud les dates en què es van començar les obres.
L'antic convent dels franciscans, desamortitzat, va ser utilitzat ja el 1838 com a centre d'ensenyament privat. Cap al 1839, el polític reusenc Josep Gener Solanes va aconseguir que el govern de Madrid cedís el convent per a dedicar-lo a l'ensenyament públic. El 1842, quan l'estat va cedir al municipi el convent, s'hi van instal·lar un liceu, i escoles de primer ensenyament, de gramàtica, de dibuix i de música. El 1844 l'ajuntament va decidir traslladar-hi l'escola de llatí i dues escoles primàries gratuïtes que sostenia, i el 1845, un grup d'universitaris acabats de llicenciar, Felip Font, Gaietà Pàmies i Bernat Torroja, amb altres, dirigits per Andreu de Bofarull, van obrir un col·legi superior al que agregaren les classes de llatí. El 1849 si afegí una escola de gramàtica superior, classes de matemàtiques i un col·legi particular de secundària, a més de les escoles femenines de primeres lletres. El 1858, gràcies a les gestions de Jaume Quer i de Felip Font davant del govern de Leopoldo O'Donnel, els escolapis van instal·lar-hi un Institut de segon ensenyament, que van dirigir fins al 1869. El 1865 s'hi instal·là un convent i col·legi dit de la Immaculada, dedicat a l'ensenyament femení. El 1873, després de la proclamació de la Primera República, va ser ocupada l'església per la milícia en un brot anticlerical, hi s'hi va estatjar fins al 1874. El 1875 s'hi va instal·lar el jutjat municipal de la població. Després va ser Institut provincial. Durant un temps, del 1882 al 1892, va acollir també una Audiència Provincial. Acollí després l'Institut Gaudí, que per trasllat a un nou edifici donà pas a l'Institut Salvador Vilaseca, que actualment ocupa l'espai.